# Manuel Alegre
Manuel Alegre de Melo Duarte (Águeda, 12 maggio 1936) è un poeta, scrittore e politico portoghese, membro del Partito Socialista e candidato come indipendente alle elezioni presidenziali in Portogallo del 2006 e alle elezioni presidenziali del 2011.

## Biografia
Manuel Alegre, nato ad Águeda, era figlio di José de Faria de Sousa de Melo Ferreira Duarte e de Maria Manuela Alegre de Melo Duarte.
La sua famiglia ha ottime referenze nel mondo della politica e dello sport: il trisavolo paterno, Francisco da Silva Melo Soares de Freitas, fondatore delle ferrovie del Barreiro e primo visconte di quella località, partecipò alle rivolte contro Michele del Portogallo e fu per questo decapitato; il nonno materno, Manuel Ribeiro Alegre, fece parte della Carbonária e fu deputato nell'Assemblea Costituente nel 1911, come Governatore Civile del Santarém; il bisnonno paterno, Carlos de Faria e Melo, 1º barone di Cadoro, fu amministratore del Concilio di Aveiro; il nonno paterno, Mário Ferreira Duarte, introdusse, insieme a Guilherme Pinto Basto, molte pratiche sportive in Portogallo e diede il suo nome al vecchio stadio di calcio di Aveiro; il padre, Francisco José de Faria e Melo Ferreira Duarte, ha giocato nella squadra di calcio dell'Académica e fu campione di atletica e lo stesso Manuel Alegre si laureò campione nazionale di nuoto e partecipò a gare internazionali con l'Università di Coimbra. Un ritratto di questi primi anni di infanzia e gioventù si può trovare nel suo romanzo Alma (1995).
Ad eccezione dei primi studi, svolti ad Águeda, Manuel fece il primo anno del liceo a Passos Manuel, a Lisbona, nel secondo passò tre mesi nel collegio Almeida Garrett, a Cartaxo, sei mesi nel collegio Castilho, a São João da Madeira, poi si trasferì a Porto, e concluse i suoi studi secondari al liceo Alexandre Herculano, dove fondò, con José Augusto Seabra, il giornale "Prelúdio".
Nel 1956 entrò nella facoltà di giurisprudenza dell'Università di Coimbra. Poco dopo iniziò il suo percorso politico, nei gruppi studenteschi di opposizione al salazarismo. Si iscrisse come militante del Partito Comunista Portoghese, nel 1957. Divenne membro della commissione dell'Accademia, e appoggiò la candidatura di Humberto Delgado alla presidenza della repubblica, nel 1958. Anche la sua attività culturale era già molto rilevante: partecipò alla fondazione del Circolo di iniziazione teatrale dell'Accademia di Coimbra ed divenne attore del Teatro degli studenti dell'Università di Coimbra, recitando anche in città estere, come Bruxelles (1958), Capo Verde (1959) e Bristol (1960).
Nel 1960 pubblicò le sue prime poesie, nella rivista "Briosa" (che poi dirigerà), "Vértice" e "Via Latina", partecipando inoltre alla raccolta A Poesia Útil e Poemas Livres, insieme a Rui Namorado, Fernando Assis Pacheco e José Carlos Vasconcelos.
Nel 1961 fu chiamato a compiere il servizio militare. Svolse l'addestramento alla Scuola Pratica di Fanteria a Mafra, e poco dopo fu mandato all'isola di São Miguel. Lì, fondò il movimento d'insieme di Azione Patriottica degli Studenti, costituito da militari e civili. Oltre a questo, arrivò a progettare, con Ernesto Melo Antunes e altri, un piano per prendere possesso dell'isola, che non si concretizzò. Nel 1962 fu mobilitato per l'Angola, dove fu arrestato dalla PIDE e condannato a sei mesi di reclusione nella Fortezza di S. Paulo, a Luanda, con l'accusa di tentativo di rivolta militare contro la guerra di Oltremare. In prigione conobbe scrittori angolani, come Luandino Vieira, António Jacinto e António Cardoso. Tornò in Portogallo nel 1964. La minaccia di una nuova detenzione e di un giudizio dal Tribunale Militare per sospetto tradimento lo spinsero a partire clandestinamente e rifugiarsi in esilio, grazie anche all'aiuto del poeta João José Cochofel, che lo fece nascondere nel nord del paese.
Nel luglio del 1964 arrivò a Parigi. Là partecipò alla Terza Conferenza e fu eletto nella direzione del Fronte Patriottico di Liberazione Nazionale, presieduta da Humberto Delgado. Questo gli dede l'opportunità di deporre sulla sua esperienza angolana davanti alle Nazioni Unite, come rappresentante di questa organizzazione e di prendere contatto con i leader dei movimenti africani di liberazione, come Agostinho Neto, Eduardo Mondlane, Samora Machel, Amílcar Cabral, Mário Pinto de Andrade e Aquino de Bragança. Nel 1964 andò in esilio per una decade ad Argel, dove fu speaker della stazione radio "A Voz da Liberdade". In questa stazione diffuse contenuti destinati alla lotta contro il salazarismo, dichiarando il suo appoggio ai movimenti di guerriglia dell'Oltremare, che lottavano contro le forze armate portoghesi. Nello stesso periodo i suoi primi due libri, Praça da Canção (1965) e O Canto e as Armas (1967), circolavano clandestinamente. Le sue poesie, cantate da Zeca Afonso e da Adriano Correia de Oliveira, diventarono emblemi della chiamata alla resistenza. Nel 1968 entrò in rottura col Partito Comunista Portoghese, a seguito dei fatti della Primavera di Praga e dell'invasione delle forze armate del Patto di Varsavia in quel Paese.
Tornò in Portogallo solo il 2 maggio 1974, in seguito alla Rivoluzione dei Garofani. Entrò nei quadri della radiodiffusione portoghese, come direttore dei servizi ricreativi e culturali, ed è stato uno dei fondatori (con Piteira Santos, Nuno Bragança e altri) dei "Centri Popolari 25 aprile", una organizzazione che pretendeva una carta civica complementare a quella dei partiti. Sempre nel 1974 aderì al Partito Socialista, del quale sarà dirigente nazionale. Si candidò come deputato all'Assemblea Costituente e fu eletto deputato all'Assemblea della Repubblica, nel 1976, facendo parte anche del primo governo costituzionale (di Mário Soares), prima come ministro della Comunicazione Sociale, poi come viceministro agli Affari Politici. 
In parlamento fu presidente della Commissione Parlamentare degli Affari Esteri, vicepresidente della Delegazione Parlamentare Portoghese al Consiglio d'Europa, vicepresidente del Gruppo Parlamentare del Partito Socialista e vicepresidente dell'Assemblea della Repubblica. Nel 2004 si candidò per il posto di segretario generale del Partito Socialista, ma fu sconfitto da José Sócrates. Nel 2006 si candidò come indipendente alle elezioni presidenziali, ottenendo più voti del candidato ufficiale del Partito Socialista Mário Soares. A seguito di queste elezioni fondò il Movimento di Intervento e Cittadinanza, di cui diventò il coordinatore. Nel 2009 finì il suo ultimo mandato, come deputato all'Assemblea della Repubblica, dopo 34 anni in parlamento. Nel 2010 annunciò la sua candidatura per le elezioni presidenziali del 2011, appoggiato da PS, da BE e da PDA, oltre che dai dirigenti del Movimento di Intervento e Cittadinanza. Lavora come membro del Consiglio di Stato e degli Ordini Onorifici del Portogallo.
Oltre all'attività politica, è molto rilevante il suo grande lavoro letterario, sia come poeta, sia come romanziere. La sua opera è dominata dall'innato spirito combattivo, ma anche dall'amarezza della prigione e dall'orrore della guerra, da lui vissuta in prima persona. È l'unico autore portoghese inserito nella raccolta antologica Cent poemes sur l'exil, edita dalla Lega dei Diritti dell'Uomo, in Francia (1993). Molte delle sue poesie sono state musicate, diventando veri e propri inni alla resistenza. Per l'insieme della sua opera ha ricevuto, tra gli altri riconoscimenti, il premio Pessoa (1999) e il Gran Premio di Poesia dell'Associazione Portoghese degli Scrittori (1998). La sua opera è riconosciuta anche fuori dalle frontiere della sua nazione. Nel mese di aprile 2010 l'Università di Padova ha inaugurato la cattedra Manuel Alegre, destinata allo studio della lingua, della letteratura e della cultura portoghese.